# وادي زنطة

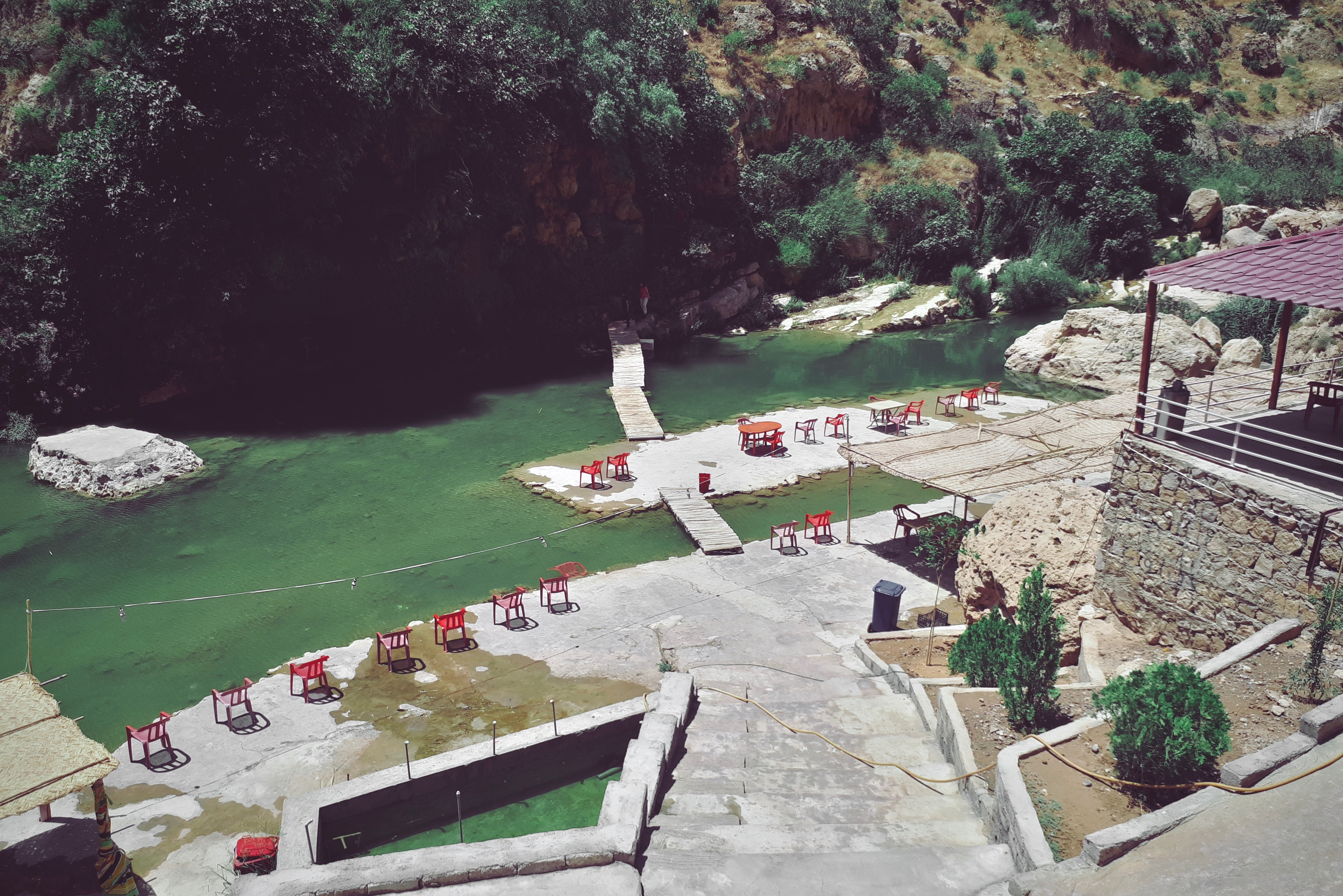
وادي زنطة

وادي زنطة أو وادي زنتة هو وادي يقع شمال مدينة عقرة بحوالي 12 كلم، يقع بين جبلي سري سادا وجبل كويسكي ويخترقه نهر بري شو مع وجود عدة ينابيع باردة وعذبة على طول الوادي، ويعتبر مصيف وتتواجد عدة كازينوهات على طوله.